# Miotełka Knastera-Kuratowskiego

Miotełka Knastera-Kuratowskiego

Miotełka Knastera-Kuratowskiego (lub miotełka Kuratowskiego) – przykład punktokształtnej spójnej przestrzeni topologicznej, która po usunięciu pewnego punktu jest (jako podprzestrzeń) dziedzicznie niespójna, ale nie całkowicie niespójna. Przestrzeń ta została skonstruowana w 1921 przez Kazimierza Kuratowskiego i Bronisława Knastera.

## Konstrukcja
Niech {\displaystyle C} będzie zbiorem Cantora zawartym w  odcinku {\displaystyle [0,1]\times \{0\}\subset \mathbb {R} ^{2}} oraz niech {\displaystyle p=\left({\tfrac {1}{2}},{\tfrac {1}{2}}\right).} Dla każdego punktu {\displaystyle c\in C} niech {\displaystyle L(c)} oznacza odcinek łączący punkt {\displaystyle p} z punktem {\displaystyle c.} Jeśli {\displaystyle c\in C} jest końcem pewnego przedziału usuwanego podczas konstrukcji zbioru Cantora, to niech
{\displaystyle X_{c}=\{(x,y)\in L(c)\colon \,y\in \mathbb {Q} \},}
oraz
{\displaystyle X_{c}=\{(x,y)\in L(c)\colon y\notin \mathbb {Q} \}}
dla pozostałych punktów. Przestrzeń
{\displaystyle M=\bigcup _{c\in C}X_{c}}
nazywana jest miotełką Kuratowskiego. Przestrzeń {\displaystyle M} jest spójna, ale {\displaystyle M\setminus \{p\}} jest dziedzicznie niespójna.